# مانزا (كولورادو)
مانزا (بالإنجليزية: Manassa, Colorado)‏ هي بلدة تقع في مقاطعة كونيهوس، كولورادو بولاية كولورادو في الولايات المتحدة. تأسست عام 1851، تبلغ مساحتها 2.4 (كم²)، وترتفع عن سطح البحر 2344 م، بلغ عدد سكانها 1042 نسمة في عام 2000 حسب إحصاء مكتب تعداد الولايات المتحدة وتصل الكثافة السكانية فيها 434.2 نسمة/كم2.

## أعلام
- جاك دمبسي

## وصلات خارجية
- The US50 - Cities and Towns in Colorado State
- Colorado Cities and Towns, Facts, Map, Flag, Colleges, Government, and More